# Skarbkowo
Skarbkowo (deutsch Helenenhof) ist eine Kolonie in der polnischen Woiwodschaft Ermland-Masuren und gehört zur Landgemeinde Braniewo (Braunsberg) im Powiat Braniewski (Kreis Braunsberg). Bis 1945 gehörte der Ort zum Kreis Heiligenbeil in Ostpreußen.

## Geographische Lage
Skarbkowo liegt im Nordwesten der Woiwodschaft Ermland-Masuren, acht Kilometer südlich der früheren Kreisstadt Heiligenbeil (heute russisch Mamonowo) bzw. drei Kilometer nördlich der heutigen Kreismetropole Braniewo (deutsch Braunsberg).

## Geschichte
Der einst Helenenhof genannte kleine Ort war ein Vorwerk von Rossen (heute polnisch Rusy), einem Amtsdorf im ostpreußischen Kreis Heiligenbeil. 22 Einwohner zählte er im Jahre 1905.
In Kriegsfolge kam Helenenhof 1945 mit dem gesamten südlichen Ostpreußen zu Polen und gehörte von 1975 bis 1998 zur Woiwodschaft Elbląg (Elbing), danach bis heute zur Woiwodschaft Ermland-Masuren.

## Religion
Vor 1945 war die Einwohnerschaft Helenenhofs überwiegend evangelischer Konfession und gehört zur Kirche in Grunau (polnisch Gronowo) im Kirchenkreis Heiligenbeil in der Kirchenprovinz Ostpreußen der Kirche der Altpreußischen Union.
Mit seiner heute fast ausnahmslos römisch-katholischen Bevölkerung ist Skarbkowo nach Braniewo im Erzbistum Ermland eingepfarrt.

## Verkehr
Skarbkowo liegt westlich der polnischen Landesstraße 54 (einstige deutsche Reichsstraße 1) und ist über den Abzweig Młoteczno (Hammersdorf) zu erreichen.
Die nächste Bahnstation ist die Stadt Braniewo. Sie liegt an der Staatsbahnlinie 204 Malbork–Barniewo (–Grenze), die vor 1945 als Strecke der Preußischen Ostbahn von Berlin bis nach Königsberg (Preußen) und darüber hinaus befahren wurde.